# Дискретна випадкова величина
Дискретна випадкова величина — випадкова величина, множина значень якої не більше ніж кінцева та зліченна (тобто скінченна або зліченна). Очевидно, множина значень дискретної випадкової величини не містить інтервал на дійсній прямій.

## Способи задання
Нехай ξ — дискретна  випадкова величина, тоді є декілька способів її задання:
- аналітичний спосіб: {\displaystyle P(\xi =x_{k})=p_{k},k\in K};
- табличний спосіб: {\displaystyle \xi ={\begin{pmatrix}x_{1}&x_{2}&...&x_{n}\\p_{1}&p_{2}&...&p_{n}\end{pmatrix}}}.

## Приклад задачі, що призводить до даного поняття
Розглянемо стохастичний експеримент, який полягає у киданні грального кубика з незміщеним центром мас, на кожній грані якого написано по одному з чисел: 1, 2, 3, 4, 5 та 6. Результатом такого експерименту буде якесь число від одного до шести. В силу симетрії кубика у нас немає підстав вважати, що яке-небудь одне з чисел 1, 2, ... , 6 буде випадати частіше від іншого, а тому ймовірність випадіння кожного з чисел буде {\displaystyle {\frac {1}{6}}}. Запишемо відповідну дискретну випадкову величину ξ, що характеризує цей процес:
- аналітичний спосіб: {\displaystyle P(\xi =k)={\frac {1}{6}},k\in \{1,2,3,4,5,6\}};
- табличний спосіб: {\displaystyle \xi ={\begin{pmatrix}1&2&3&4&5&6\\{\frac {1}{6}}&{\frac {1}{6}}&{\frac {1}{6}}&{\frac {1}{6}}&{\frac {1}{6}}&{\frac {1}{6}}\end{pmatrix}}}.

## Приклади розподілів дискретних випадкових величин
- Розподіл Бернуллі
- Біноміальний розподіл
- Вироджений розподіл
- Дискретний рівномірний розподіл
- Гіпергеометричний розподіл
- Геометричний розподіл
- Від'ємний біноміальний розподіл
- Розподіл Пуассона